# Nadilne
Nadilne (ukr. Надільне) – wieś na Ukrainie, w obwodzie lwowskim, w rejonie złoczowskim, w hromadzie Pomorzany.
Do 1946 roku miejscowość nosiła nazwę Parcelany (ukr. Парцеляни).